# Агава Парри
Ага́ва Па́рри (лат. Agave parryi) — вид суккулента, относится к роду Агава семейства Агавовые.

## Морфология
Листья умеренно узкие, довольно плотно расположенные, образуют рыхлую розетку, достигающую 1,5 м в ширину. Образует боковые побеги от основного растения.

## Размножение
В основном семенами.

## Выращивание
Выдерживает кратковременные заморозки до −12 °C.

## Природный ареал
Юг США, Мексика, горная песчаная местность.